# Medalia „Pentru activitatea de luptă” (Transnistria)

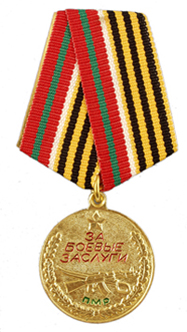
Medalia "Pentru activitatea de luptă"

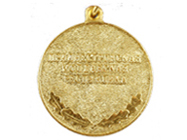
Reversul medaliei "Pentru activitatea de luptă"

Medalia "Pentru activitatea de luptă" (în rusă Медаль "За боевые заслуги") este una dintre decorațiile auto-proclamatei Republici Moldovenești Nistrene. Ea a fost înființată prin decretul nr. 103  al președintelui RMN, Igor Smirnov, din data de 10 martie 1999.

## Statut
1. Medalia "Pentru activitatea de luptă" a fost înființată pentru recompensarea contribuției active la succesul operațiunilor militare, întărirea nivelului de alertă, pentru dinamism eficient în garantarea securității naționale și a apărării legii. 
2. Cu Medalia "Pentru activitatea de luptă" sunt decorați militarii Ministerului Apărării al Republicii Moldovenești Nistrene, ai Ministerului Justiției, milițienii, grănicerii, angajații organelor de securitate națională și ai organelor de afaceri interne alți cetățeni ai Republicii Moldovenești Nistrene. De asemenea, pot fi decorați și cetățenii altor state. 
3. Cu Medalia "Pentru activitatea de luptă" sunt decorați cetățenii:
a) pentru eficiență, inițiativă și îndrăzneală în acțiunile de luptă, contribund la îndeplinirea cu succes a misiunilor de luptă de către unitățile militare șio a subdiviziunilor acestora;
b) pentru curaj, dovedit în apărarea frontierei de stat a Republicii Moldovenești Nistrene;
c) pentru succese remarcabile în pregătirea de luptă, aplicarea de noi tehnologii și menținerea unui nivel ridicat de alertă a unităților militare și a subdiviziunilor acestora și pentru alte merite în perioada satisfacerii serviciului militar;
d) pentru activitatea eficientă de combatere și neutralizare a grupurilor infracționale, pentru curaj dovedit în arestarea infractorilor periculoși și pentru succese în asigurarea securității naționale și protejarea ordinii publice. 
4. Medalia "Pentru activitatea de luptă" se poartă pe partea stângă a pieptului și când deținătorul are și alte medalii, este aranjată după Medalia "Pentru muncă susținută".

## Descriere
Medalia "Pentru activitatea de luptă" are formă de cerc cu diametrul de 32 mm și este confecționată din alamă. În partea de sus a aversului medaliei se află o stea cu cinci colțuri sub care este inscripția pe trei linii cu litere înclinate "За боевые заслуги" ("Pentru activitatea de luptă"), acoperită cu smalț emailat roșu. În partea de jos a medaliei se află încrucișate o armă automată și o sabie, sub care este săpată inscripția "ПМР", acoperită cu smalț emailat verde. De-a lungul marginii se află două ramuri de stejar după model vienez. Toate imaginile sunt convexe. 
Reversul medaliei are margini convexe și cuprinde inscripția în relief pe trei linii: "Приднестровская Молдавская Республика", iar în partea de jos imrpimate în relief ramuri de stejar. 
Medalia este prinsă printr-o ureche de o panglică pentagonală de mătase lucioasă multicoloră, având o lățime de 24 mm. În partea stângă a panglicii se află două benzi roșii și una verde, simbolizând steagul național al RMN și având lățimile de 3 mm - benzile verzi și 2 mm - banda verde. Urmează apoi o bandă îngustă de culoare albă cu lățimea de 1,5 mm, care separă trei benzi negre și două benzi portocalii (simbolul gărzilor transnistrene) cu lățimea de 2,5 mm fiecare, mărginite la extremități de benzi portocalii cu lățimea de 1 mm. Pe reversul panglicii se află o agrafă pentru prinderea decorației de haine.

## Persoane decorate
- Vadim Krasnoselski - colonel, ministrul afacerilor interne
- Viaceslav Kogut - primarul orașului Bender